# حمیدرضا گرشاسبی
حمیدرضا گرشاسبی، مدیر ورزشی اهل ایران است. او مدیرعامل پیشین باشگاه فوتبال پرسپولیس و مدیرکل سابق ورزش و جوانان استان تهران و مدیرعامل پیشین باشگاه فوتبال فولاد خوزستان است.
در زمان مدیریت وی در فولاد خوزستان باشگاه توانست قهرمان سوپر جام شود.

## زندگی‌نامه
حمیدرضا گرشاسبی، زاده پنجم فروردین سال ۱۳۳۵ شهرستان اندیمشک است.ایشان سالها دبیر ورزش مدارس شهرستان اندیمشک بوده‌است. وی پدر آرمان گرشاسبی، خواننده گروه چارتار است.

## پرسپولیس
گرشاسبی در تاریخ ۱۴ آبان ۱۳۹۶، جایگزین علی‌اکبر طاهری در سمت مدیرعاملی پرسپولیس شد. انتصاب گرشاسبی به عنوان مدیرعامل پرسپولیس، به دلیل اختلافات علی‌اکبر طاهری با وزارت ورزش و جوانان و اسپانسر باشگاه و همچنین در پی محرومیت پرسپولیس از دو پنجره نقل و انتقالاتی و حواشی و جرائم مربوط به قرارداد مهدی طارمی با پرسپولیس و شکایت باشگاه ریزه اسپور از پرسپولیس صورت گرفت.حل و فصل شکایت باشگاه ریزه اسپور ترکیه و بخشش غرامت مالی این شکایت با کمک دولت ایران و ترکیه، قهرمانی در لیگ برتر فوتبال ایران، پیروزی در پرونده جنجالی سوپرجام فوتبال ایران در دادگاه حکمیت ورزش که منجر به قهرمانی پرسپولیس در سوپر جام فوتبال ایران در برابر استقلال شد، رسیدن به فینال لیگ قهرمانان آسیا برای نخستین بار در تاریخ باشگاه و جذب مهدی ترابی در زمان بسته بودن پنجره نقل و انتقالاتی از جمله دستاوردها و نکات مثبت مدیریت گرشاسبی در پرسپولیس بود. گرشاسبی در تاریخ ۲۰ آذر ۱۳۹۷، به دلیل قانون منع به‌کارگیری بازنشستگان، از مدیرعاملی پرسپولیس کنار رفت و جای خود را به ایرج عرب داد.